# Katharine Houghton
Katharine Houghton est une actrice américaine, née le 10 mars 1945 à Hartford, Connecticut (États-Unis).

## Biographie
Elle tient son prénom de sa grand-mère maternelle Katharine Martha Houghton Hepburn, militante féministe et suffragiste. Elle est la nièce de l'actrice Katharine Hepburn, sœur de sa mère, et elle est la tante de l'actrice Schuyler Grant (en).

## Filmographie

### Cinéma
- 1967 : Devine qui vient dîner... (Guess Who's Coming to Dinner) : Joanna 'Joey' Drayton
- 1975 : Seeds of Evil : Ellen Bennett
- 1982 : The Eyes of the Amaryllis
- 1988 : Mr. North : Mrs. Skeel
- 1991 : Billy Bathgate : Charlotte
- 1993 : Ethan Frome : Mrs. Hale
- 1993 : The Night We Never Met : Less / More Cheese Lady
- 1995 : Danse avec moi (en) (Let It Be Me) : la femme sans-abri
- 2004 : Dr Kinsey (Kinsey) : Mrs. Spaulding
- 2010 : Le Dernier Maître de l'air : Kana

### Télévision
- 1968 : Judd, for the Defense (en) (série télévisée), épisode In a Puff of Smoke : Suzy Thurston
- 1976 : The Adams Chronicles (en) (mini-série) : Nabby
- 1981 : ABC Afterschool Special (série télévisée), épisode The Color of Friendship : Miss James
- 1987 : À nous deux, Manhattan (I'll Take Manhattan) (mini-série) : Pepper Delafield

## Distinctions
- Golden Globes 1968 : nomination pour le Golden Globe de la révélation féminine de l'année pour Devine qui vient dîner...
- Laurel Awards 1968 : 3e place dans la catégorie « Nouveaux visages féminins » (« Female New Face »)